# أوليغوكلاس
أوليغوكلاس هو معدن مكون للصخر ينتمي إلى فلدسبار بلاغيوكلاس، وهو معدن وسطي في صفاته وتركيبه الكيميائي بين ألبيت (NaAlSi3O8) وأنورثيت (CaAl2Si2O8). يتراوح مدى النسبة المولية ألبيت:أنورثيت بين 10:90 إلى 30:70.
يتبلور أوليغوكلاس وفق نظام بلوري ثلاثي الميل، وتبلغ صلادته من 6 إلى 6.5 حسب مقياس موس.

## الاسم
أطلق اسم أوليغوكلاس من قبل عالم المعادن آوغست برايتهاوبت August Breithaupt سنة 1826 من الكلمة الإغريقية oligos بمعنى قليل و clasein بمعنى أن ينكسر؛ وذلك لأن المعدن ظُن أن لديه فصم أقل من حيث التمام من الألبيت.

## اقرأ أيضاً
- ألبيت
- فلدسبار